# Бой под Добрым
Бой под Добрым — одно из вооруженных столкновений в ходе Польского восстания 1830—1831 годов, которое произошло 5 (17) февраля 1831 года близ населённого пункта Добре (Доброе) (приблизительно в 40 километрах. к северо-востоку от Варшавы, на шоссе в Белосток) между рус. войсками корпуса барона Григория Владимировича Розена и польской дивизией генерала Яна Скржинецкого.

## История
Корпус Розена наступал к Варшаве от Венгрова, составляя правую колонну; в левой колонне от Ливана в Калушин (см. Первая битва под Калушином, которая состоялась в этот же день) следовали войска графа Палена. Известно было, что дивизия Скржинецкого стояла у Добре, а Жимирского — у Калушина. 

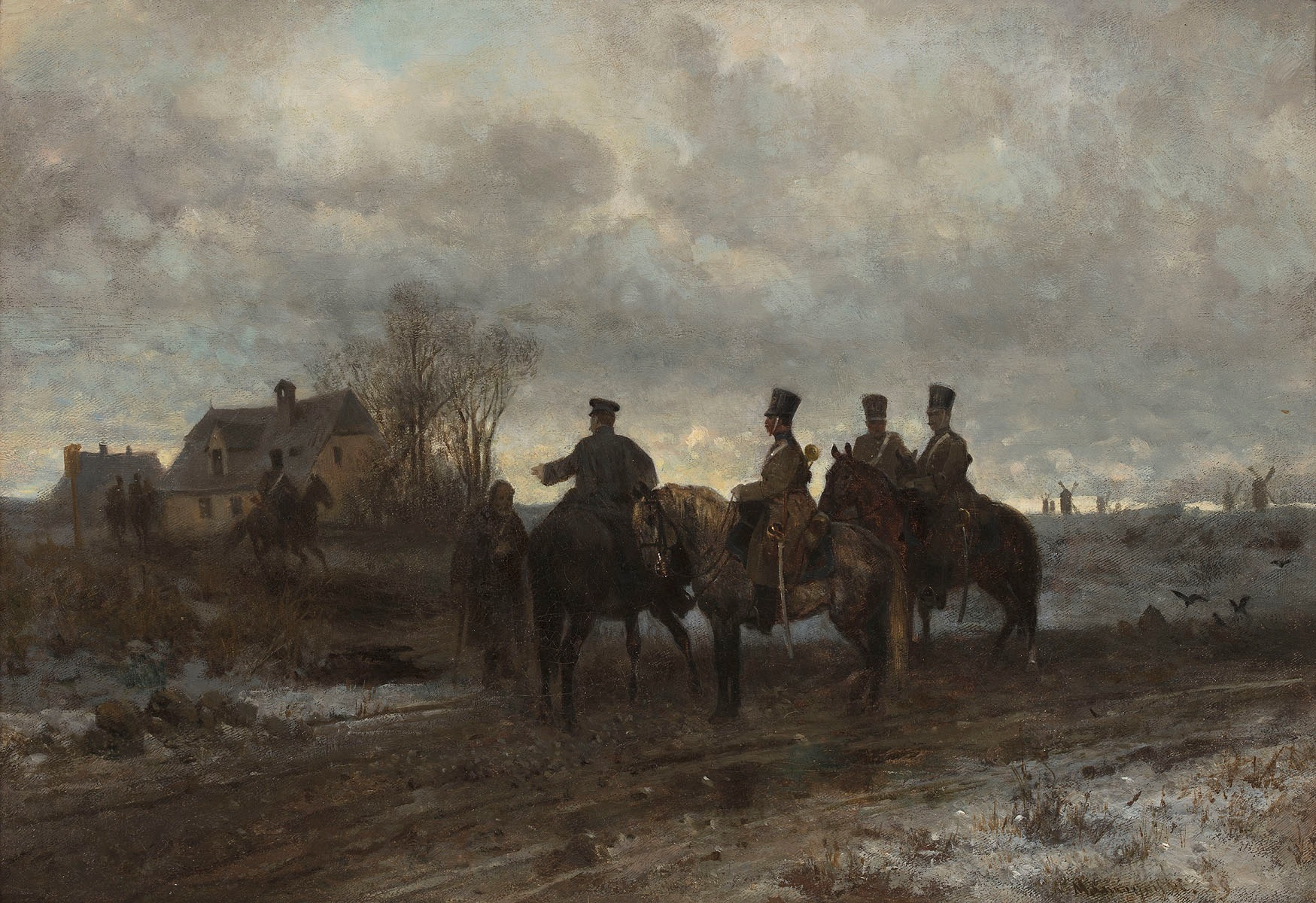
Эпизод сражения
(художник Максымилиан Герымский)

Селение Доброе лежит посреди небольшой поляны, со всех сторон окруженной густым лесом. Позиция, занятая неприятелем, была прикрыта с фронта болотистой рекой Осовницей. Генерал Скржинецкий (12 батальонов и 4 эскадрона с 12 артиллерийских орудий), имея впереди Добре 8 пушек, расположил 2 пп. пехоты по обе стороны дороги, а остальные войска — в резерве за деревней. Один батальон был выдвинут в лес, в сторону села Маковец.
Русские войска (25-й дивизии), овладев с бою переправою у Маковца, развернулись перед выходом из леса по обе стороны дороги (6 батальонов и Волынский 6-й уланский полк). Затем шесть артиллерийских орудий, заняв высоту на левом фланге, открыли огонь по ближайшей к ней польской батарее и заставили её сняться с позиции.
В свою очередь, поляки атаковали правый фланг Русской императорской армии, пытаясь его охватить, но российские войска, подкрепленные двумя батальонами, удержались и после четырёхчасового боя отбросили неприятеля. Отойдя к опушке леса (за селение Добре) и продержавшись ещё довольно продолжительное время, поляки были отброшены в лес.
Потери с каждой стороны, согласно «Военной энциклопедии Ивана Сытина», простирались «до 100 человек убитыми и до 600 человек ранеными»; в числе первых был командир Волынского уланского полка полковник Н. Г. Филимонов.
После сражения под Добрым Скржинецкий отступил к Станиславову.